# Présidence ouest-allemande du Conseil des Communautés européennes en 1970
La présidence ouest-allemande du Conseil des Communautés européennes en 1970 désigne la cinquième présidence du Conseil des Communautés européennes effectuée par l'Allemagne de l'Ouest depuis la création de la Communauté économique européenne en 1958.
Elle fait suite à la présidence belge de 1970 et précède celle de la présidence française du Conseil de la Communauté économique européenne à partir du 1er janvier 1971.